# Spirorbis spirorbis
Spirorbis spirorbis är en ringmaskart som först beskrevs av Carl von Linné 1758.  Spirorbis spirorbis ingår i släktet Spirorbis och familjen Serpulidae. Arten är reproducerande i Sverige. Inga underarter finns listade i Catalogue of Life.